# Slanke koraalklimmer
De slanke koraalklimmer (Paracirrhites forsteri) is een straalvinnige vissensoort uit de familie van koraalklimmers (Cirrhitidae). De wetenschappelijke naam van de soort is voor het eerst geldig gepubliceerd in 1801 door Schneider.